# نمول بوليفي
نمول بوليفي (الاسم العلمي:Alternanthera boliviana) هو نوع من النباتات يتبع جنس النمول من الفصيلة القطيفية.